# Melanoptilon ruptimargo
Melanoptilon ruptimargo är en fjärilsart som beskrevs av Warren. Melanoptilon ruptimargo ingår i släktet Melanoptilon och familjen mätare. Inga underarter finns listade i Catalogue of Life.